# Bifuß
Der Bifuß ist eine Schilfinsel in der Ischler Schlinge (benannt nach dem Ort Ischl) der Oberen Alz in der Gemarkung Truchtlaching der Gemeinde Seeon-Seebruck am Flusskilometer 58 bzw. ab 4,65 km flussabwärts des Chiemseeabflusses bei Seebruck, und liegt im Landschaftsschutzgebiet "Oberes Alztal" (LSG-00431.01).
Rund 30 bis 300 Meter flussabwärts der Insel liegen zwei kleinere namenlose Schilfinseln, eine kleinere mittlere mit 973 m² und eine größere östliche (flussabwärts gelegene) mit 3443 m². Die Gruppenbezeichnung für alle drei Inseln lautet Bifuß-Inseln.

## Betretungsverbot/Befahrungsverbot
Die Insel steht unter Naturschutz, es besteht ein ganzjähriges Betretungsverbot. Der linke Flussarm (westlich) darf ganzjährig nicht befahren werden. Der rechte Flussarm (östlich) unterliegt dem zeitweisen Befahrungsverbot der Oberen Alz vom 01.01.-30.06.
Der Bifuß umfasst vier Flurstücke der Gemarkung Truchtlaching: 1190 (Süden), 1191 (Nordwesten), 1192 (Norden) und 1193 (Nordosten). Die beiden kleineren Bifuß-Inseln bilden zusammen das Flurstück 1659 der Gemarkung Seeon. Die genannten sowie weitere Flurstücke sind in der Verordnung des Landkreises Traunstein und des Landratsamtes Traunstein über das Landschaftsschutzgebiet "Oberes Alztal" Vom 9. März 1989 genannt unter Streuwiesen sowie die seggen- und binsenreichen Naß- und Feuchtwiesen.